# اندیلسکا هورا (ناحیه کارلووی واری)
اندیلسکا هورا (ناحیه کارلووی واری) (به چکی: Andělská Hora) یک منطقهٔ مسکونی در جمهوری چک است که در ناحیه کارلووی واری واقع شده‌است. اندیلسکا هورا ۸٫۰۸ کیلومتر مربع مساحت و ۲۰۸ نفر جمعیت دارد.